# روماتولوژی

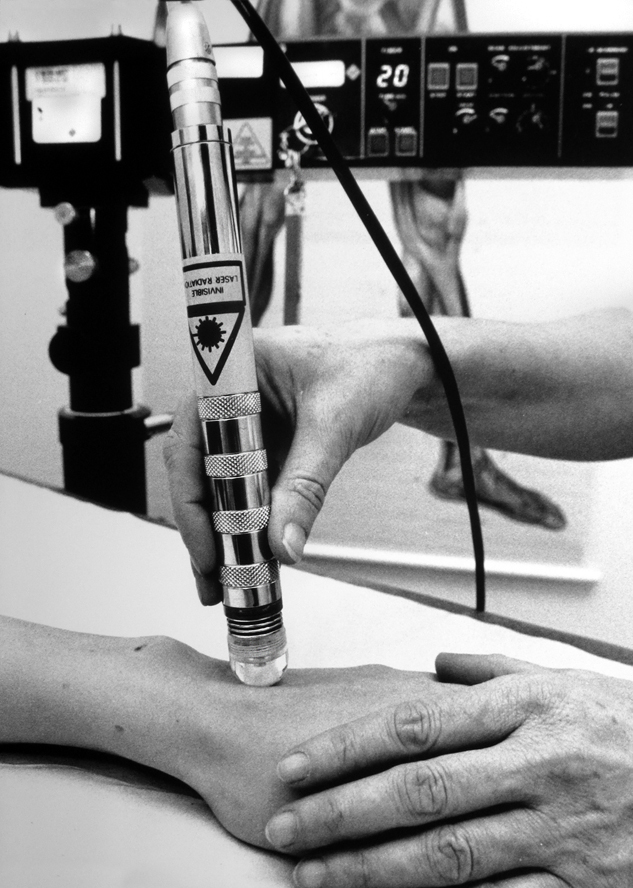

روماتولوژی (به انگلیسی: Rheumatology) یک فوق تخصص در پزشکی داخلی و پزشکی اطفال است که به مطالعه و درمان بیماری‌های بافت همبند و استخوان‌های بدن انسان توجه دارد. به متخصص این رشته روماتولوژیست می‌گویند.
بسیاری از بیماری‌های مورد توجه این تخصص ریشه سیستم ایمنی دارند و لذا روماتولوژی بیشتر به مطالعه ایمنی‌شناسی می‌پردازد.

## کاربردها
روماتولوژیست در زمینه‌های زیر فعالیت می‌کند:
- بیماری‌های مفصلی
- مشکلات خارج مفصلی
- بیماری‌های استخوان
- بیماری‌های ستون فقرات
- بیماری‌های بافت همبند

### بیماری‌های مفصلی
علل و منشأ انواع بیماری‌های مفصل:
- نوع التهابی (Inflammatory): مانند بیماری آرتریت روماتوئید.
- مکانیکال: مانند بیماری استئوآرتریت (Osteoarthritis) که اسم دیگر آن آرتروز (Arthrosis) است.
- با منشأ نورولوژیک: آسیب مفصل به‌دنبال آسیب سیستم عصبی که در اندام‌ها ایجاد می‌شود، مانند نوروپاتی به‌دنبال دیابت و ….
- علل متابولیکی: آسیب مفصل به‌علت بیماری زمینه‌ای، مانند دیابت یا نقرس.
- با منشأ عفونی: علت‌های عفونی متعددی مانند باکتری‌ها، تب مالت یا سل می‌توانند باعث مشکلات مفصلی شوند.

### مشکلات خارج مفصلی
مشکلات خارج مفصلی: در اطراف مفصل ضمائمی وجود دارد که هرکدام از آن‌ها می‌توانند با علل متفاوت دچار آسیب شده و ایجاد بیماری نمایند. ضمائم مفصل عبارتند از:
- تاندون‌ها که التهاب آنها تاندونیت (Tendinitis) نامیده می‌شود.
- به تورم اطراف تاندون‌ها که تنوسینوویت (Tenosynovitis) گفته می‌شود.
- کیست‌های اطراف مفصل که کیست سینویال (Synovial Cyst) گفته می‌شود.

### بیماری‌های استخوان
بیماری‌های استخوان که با علل متعددی ایجاد می‌شود:
- عوامل متابولیکی که مهم‌ترین آنها بیماری پوکی استخوان یا استئوپروز (Osteoporosis) است.
- علل عفونی که می‌تواند با منشأ باکتری‌ها یا قارچ‌ها باشد که به آن بیماری استئومیست (Osteomycitis) گفته می‌شود.

## بیماری بدن
بیماری‌های ستون فقرات که عوامل مختلف می‌تواند در ایجاد آن دخیل باشد که عبارتند از:
الف. بیماری‌های التهابی مانند اسپوندیلیت آنکیلوزانت (Ankylosing spondylitis) سردسته آنهاست.
ب. بیماری‌های با علت‌های مکانیکال که علل آن استئوآرتریت مهره‌های گردن یا بیماری‌های فتق دیسک(Disc herniation) است که باعث ایجاد اثر فشاری بر روی ریشه عصب شده و دردهای ارجاعی به اندام‌های فوقانی و تحتانی ایجاد می‌کند.
ج. علل عفونی که در آن عفونت‌های مختلفی مانند باکتری‌ها، سل یا بروسلا می‌توانند باعث دیسک شده و مهره‌های کمر را مبتلا نمایند.

## بیماری چشم درد
بیماری‌های بافت همبند (Connective tissue) که در آن تمامی قسمت‌های مختلف می‌تواند مراتبی از ابتلا را داشته باشد. مانند بیماری لوپوس اریتماتوز سیستمیک (SLE/Systemic Lupus Erythematosis)
با توضیح فوق متوجه می‌شویم دامنه علم روماتولوژی بسیار وسیع است. شیوع این بیماری‌ها در مطالعات جهانی حدود ۴۰–۳۰ درصد است. در مطالعه صورت گرفته در ایران شیوع این بیماری در جامعه شهری ۴۲ درصد و در جامعه روستایی ۶۶ درصد است.